# Wohn- und Wirtschaftsgebäude Nordermoor 45
Das Wohn- und Wirtschaftsgebäude Nordermoor 45 im niedersächsischen Elsfleth-Moorriem, Bauerschaft Nordermoor, im Landkreis Wesermarsch, stammt vom Ende des 18. Jahrhunderts.

Aktuell (2023) wird es als Wohnhaus genutzt.
Das Gebäude steht unter Denkmalschutz (siehe auch Liste der Baudenkmale in Elsfleth).

## Geschichte
Die Marschhufensiedlung Moorriem mit der nördlichen Bauerschaft Nordermoor erstreckt sich über etwa 16 Kilometer, wurde nach 1062 gegründet und erhielt im 14. Jahrhundert die heutige Struktur mit den schmalen, oft extrem langgestreckten Parzellen. Im Abstand von ca. 50 bis 100 Metern liegen zahlreiche Hofstellen auf Wurten.
Das eingeschossige kleine und niedrige Wohn- und Wirtschaftsgebäude als Zweiständer-Hallenhaus in Fachwerk mit Steinausfachungen, mit reetgedecktem auf profilierten Konsolen an beiden Giebeln vorkragendem Krüppelwalmdach mit mehreren neueren Schwalbenschwanzgauben, Niedersachsengiebeln mit Uhlenloch sowie der Grooten Door mit Korbbogen und dekorativ veränderten Türen stammt von 1794 (Inschrift). Die Außenwände an den Traufseiten wurden in Backstein erneuert.
Auf dem schmalen, tiefen Grundstück mit großen Baumbestand und Allee stehen auf einer Wurt weitere nicht denkmalgeschützte Anlagen.
Das Landesdenkmalamt befand: „… geschichtliche Bedeutung … als beispielhaftes Fachwerkhallenhaus des späten 18. Jhs.“